# Lorenzo Ghiberti
Lorenzo Ghiberti (1378 Florencie – 1. prosince 1455 Florencie) byl italský renesanční sochař, zlatník a malíř. Jeho nejznámějším dílem jsou bronzové monumentální dveře do Křtitelnice Svatého Jana Křtitele ve Florencii. Výzdoba těchto dveří je považována za počátek renesance.
Lorenzo Ghiberti byl jedním z prvních sběratelů antického umění a jedním z prvních teoretiků rané renesance. Jako první autor popsal dějiny umění od antiky až po svůj životopis ve třech knihách nazvaných Záznamy (Commentari).

## Život
S jeho původem jsou spojeny určité nejasnosti, jak uvádí již Giorgio Vasari ve své knize o životopisech slavných umělců. Narodil se kolem roku 1378 v obci Pelago nedaleko Florencie jako syn Ciona di Bonaccorso a Fiore Ghiberti. Až do roku 1443 se však podepisoval jako Lorenzo di Bartolo nebo také Lorenzo di Bartoluccio podle svého nevlastního otce a prvního učitele, zlatníka jménem Bartolo di Michele. Od roku 1444, kdy se musel hájit proti obvinění, že je nemanželským synem svého otčíma a hrozilo, že bude proto vyloučen z cechu zlatníků a hlavních městských orgánů se psal trvale Lorenzo di Cione di ser Bonnaccorso.

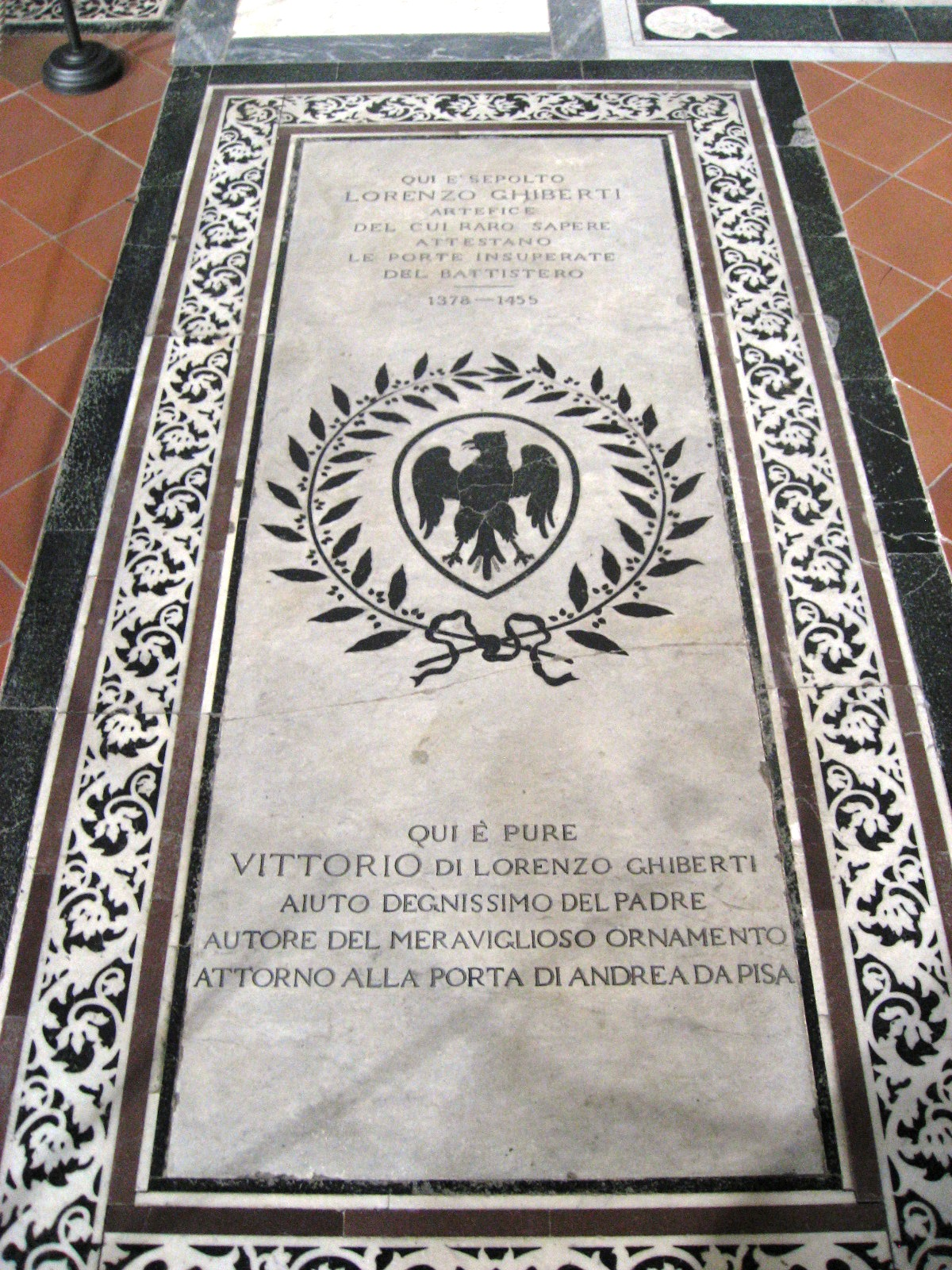
Ghibertiho hrob v kostele Santa Croce

Od útlého mládí se učil zlatníkem a prokazoval nevšední talent a zručnost. V roce 1400, když ve Florencii vypukl mor, odešel do Rimini a později do Pesara, kde se věnoval kresbě a malbě a také modeloval malé plastiky.  Do Florencie se vrátil o rok později kvůli soutěži vypsané městskou radou na výzdobu druhých dveří baptisteria. Jeho návrh byl vyhodnocen jako nejlepší a v roce 1403 Ghiberti získal smlouvu na realizaci zakázky, na které pak pracoval více než dvacet let. 
Mezitím jeho pověst výjimečného umělce rostla a přicházely další objednávky. Vytvořil trojici bronzových soch světců v nadživotní velikosti pro florentský kostel Or San Michele, náhrobky dvou biskupů, bronzový relikviář pro ostatky biskupa Zenobia, křtitelnici pro kostel v Sieně. Zhotovil řadu drobných výrobků ze zlata a stříbra (pečetítka, knoflíky, svícny, papežská mitra), z nichž se však dochovala jen malá část. Zpracoval návrhy vitrážových oken pro kostely ve Florencii a Arezzu. Společně s Brunelleschim pracoval na modelu kopule florentského Dómu a dohlížel na její stavbu.  
Ve dvacátých letech podnikl také cesty do Benátek a Říma.
V letech 1425–1452 pracoval Ghiberti především na zhotovení třetích dveří florentského baptisteria. Po této zakázce se věnoval psaní Záznamů, pojednání ve třech knihách o dějinách a teorii umění.  Jako vyhledávaný a uznávaný umělec byl Ghiberti dobře finančně zajištěn. V roce 1441 koupil statek v Settignanu, měl velkou sbírku antických památek.
Zemřel ve Florencii 1. prosince 1455 po dlouhé a těžké horečce. Byl pohřben v kostele Santa Croce.

## Dílo
Ghiberti přivedl lineární gotické vzory do nového rozměru renesance. Ve svých reliéfech a sochách byl inspirován uměním antiky, kterou dokázal napodobit a provést se zručností a technickou dovedností. Ve svých reliéfech dosáhl hloubky využitím principů lineární perspektivy.

### Baptisterium ve Florenci

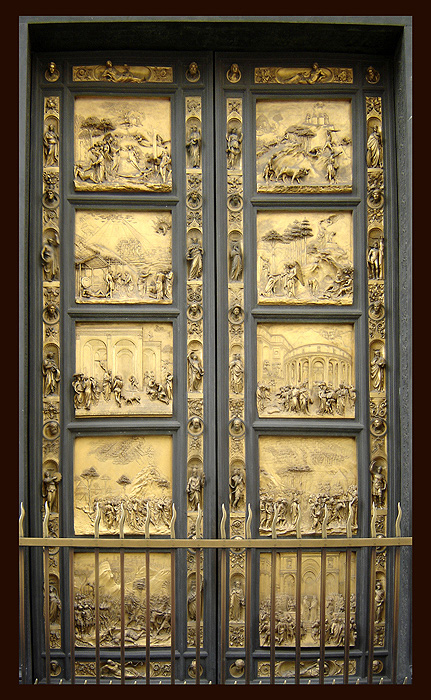
Rajské dveře

Ghiberti se v roce 1401 zúčastnil prestižní soutěže na výzdobu druhých dveří baptisteria ve Florencii. Soutěž vyhlásil florentský cech soukeníků (Arte di Calimala), který byl správcem baptisteria. To vzniklo již během 11. století a bylo zasvěcené svatému Janu Křtitelovi. V dějinách Florencie bylo vždy váženou stavbou, neboť téměř každý Florenťan byl pokřtěn právě zde.
Soutěže se zúčastnilo celkem sedm sochařů. Byli to Lorenzo Ghiberti, Filippo Brunelleschi, Simone da Colle, Niccoló d´Arezzo, Jacopo della Quercia, původem ze Sieny, Francesco di Valdambrino a posledním gotický sochař Niccolo Lamberti. Soutěž společně vyhráli Lorenzo Ghiberti a Filippo Brunelleschi. Cech uvažoval o tom, že by mohli na zakázce pracovat společně. Filippo Brunelleschi to odmítl a zakázku tak dostal Lorenzo Ghiberti.

#### Severní bronzové dveře
Podle zadání soutěže mělo být námětem reliéfů Obětování Izáka ze Starého zákona. Toto téma nakonec bylo zamítnuto a reliéfy na dveřích znázorňují Kristův životní příběh z Nového zákona. Ghiberti provedl základní členění a tvar reliéfů tak, že se podobají prvním dveřím. Ty vyzdobil Pisano ve 14. století v gotickém stylu výjevy ze života svatého Jana Křtitele, kterému je baptisterium zasvěceno. Ghiberti pracoval na zakázce od roku 1403 do roku 1424. Reliéfy zpracoval v renesančním realismu, usiloval o plný objem a zdůraznil krásu pohybu. Objednatel zakázky byl s dílem spokojen a objednal u Ghibertiho výzdobu i posledních třetích dveřích baptisteria.

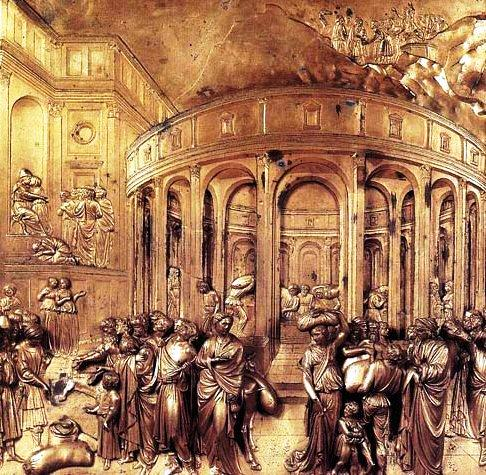
Rajské dveře, Tribunál dvou žen (třetí panel vpravo)

#### Východní Rajské dveře
V letech 1425–1452 pracoval Ghiberti na posledních třetích východních dveřích baptisteria, jež se staly pýchou města a které Michelangelo Buonarroti nazval Rajskou bránou (v 19. století francouzského sochaře Auguste Rodina inspirovaly k Bráně pekel).
Podle návrhu humanisty Leonarda Bruniho na nich Ghiberti zpracoval výjevy ze Starého zákona a seřadil je z hlediska lidského pokroku. Zredukoval reliéfy na deset polí a scény pojal jako perspektivně konstruované plastické obrazy. Využil hry světla a stínu, tím reliéfy překročily hranici sochařského umění až k malířským efektům. V živých scénách s početným komparsem se Ghibertimu podařilo vyjádřit italský smysl pro graciézní pohyb a slavnost chvíle. V posledním Šalomounově setkání s královnou ze Saby vytvořil prostorově i časově jednotnou scénu.
Rám dveří ozdobil postavičkami v drobných nikách a bustami v medailonech (v jednom umístil autoportrét se signaturou), vnější kamenné orámování zdobí motivy toskánské flóry a fauny. 

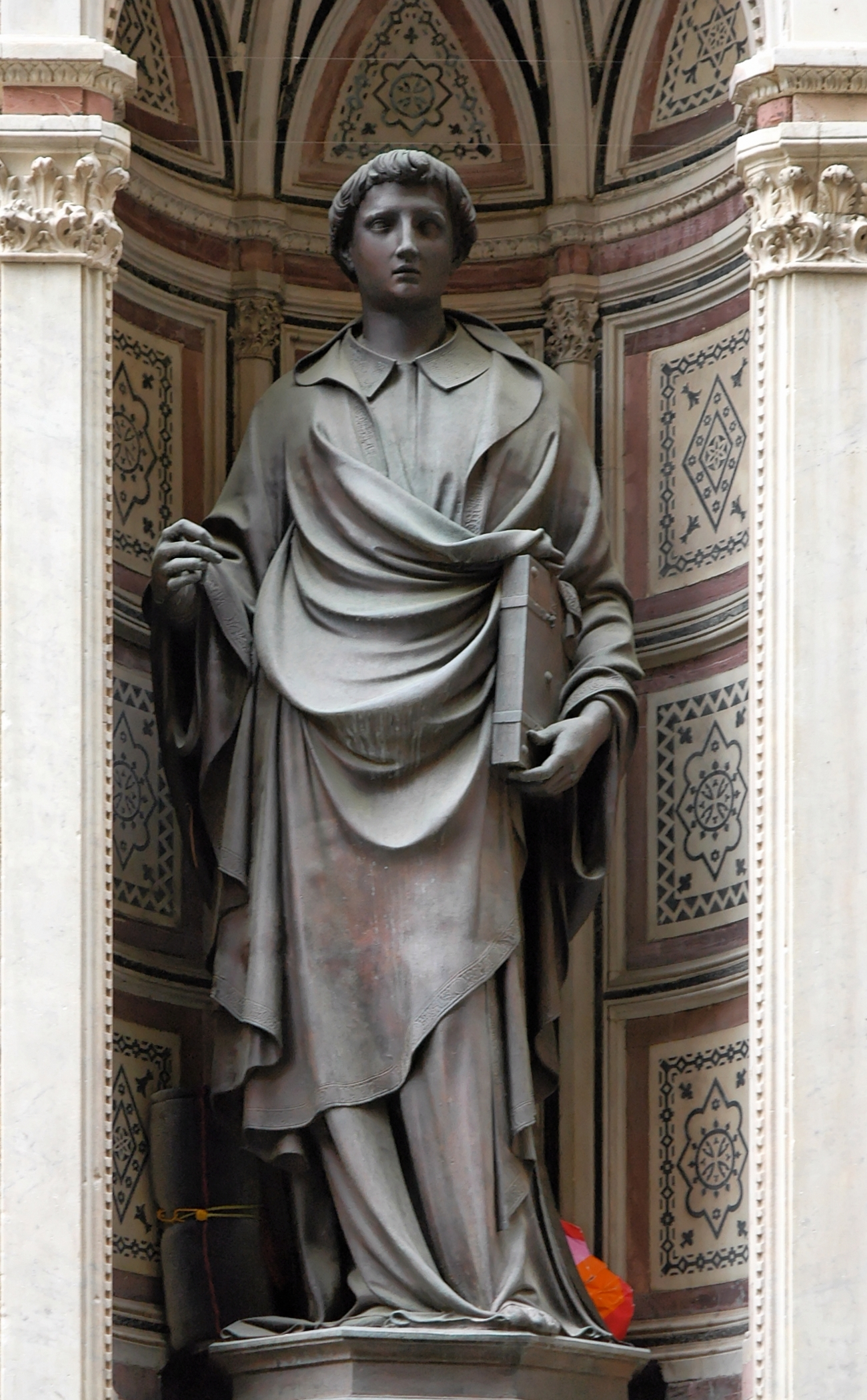
Svatý Štěpán ve výklenku oratoria

### Oratorium Or San Michele
Výklenky florentského oratoria Or San Michele vyplnil Ghiberti monumentálními bronzovými sochami světců. Postava sv. Matouše (1419–1422) byla inspirovaná antickou sochou Sofokla a sama se stala svou dramatičností inspirací pro Donatella a Michelangela. V měkkém zřasení vlněné látky sv. Štěpána (1426), patrona nejbohatšího florentského cechu soukeníků (Arte di Calimala), dosáhl mistrovské dokonalosti.

## Záznamy a vlastní životopis
V roce 1447 podnikl studijní cestu do Říma a začal pracovat na textech Commentarii (Záznamy), které rozdělil do tří knih.
- V první knize jako první člověk popsal dějiny antického umění.
- Ve druhé knize zpracoval životopisy významných umělců gotického období, včetně svého životopisu, který je nejstarším zachovaným životopisem umělce vůbec. Z druhé knihy vycházel Giorgio Vasari při psaní své knihy Životy.
- Třetí knihu věnoval opět jako první člověk teorii umění a jejímu vědeckému základu, založenému na optice, anatomii a nauce o proporcích. Tato témata byla charakteristická pro raně renesanční umělce.